# 20/20 (The Beach Boys)
| Recensione                       | Giudizio |
| -------------------------------- | -------- |
| AllMusic                         | [ 1 ]    |
| Blender (Friends/20/20 ristampa) | [ 2 ]    |
| Encyclopedia of Popular Music    | [ 3 ]    |
| MusicHound                       | 3/5      |
| The Rolling Stone Album Guide    | [ 5 ]    |
| Piero Scaruffi                   | 6/10     |
| Sputnikmusic                     | [ 7 ]    |

20/20 è il quindicesimo album in studio del gruppo musicale statunitense The Beach Boys, pubblicato negli Stati Uniti il 10 febbraio 1969 (Capitol SKAO133) e nel Regno Unito nel marzo dello stesso anno.
Raggiunse il 68º posto nella classifica americana e il 3º nella classifica inglese. L'album è stato pubblicato su CD in coppia con Friends, con alcune bonus track del periodo: Celebrate the News, We're Together Again, Walk On By, Old Folks at Home/Ol'Man River.
20/20 è l'ultimo disco prodotto dai Beach Boys per la Capitol Records. All'epoca della sua pubblicazione, i rapporti tra il gruppo e la nota casa discografica erano ormai deteriorati.

## Descrizione
Il disco, uno dei meno organici dei Beach Boys, appare più come una collezione di brani di estrazione molto diversa: singoli di successo (Do It Again, I Can Hear Music), cover (Cotton Fields, Bluebirds over the Mountain) e brani psichedelici originariamente scritti per il defunto SMiLE (Our Prayer, Cabinessence).
Con 20/20 i Beach Boys entrano in una nuova fase della loro carriera, caratterizzata non solo dal cambio della casa discografica, ma anche dal maggiore coinvolgimento di Carl nella produzione e l'emersione di Dennis come produttore e autore.
Il misterioso titolo dell'album, 20/20, è ispirato al fatto che il disco è il ventesimo album ufficiale pubblicato dai Beach Boys all'epoca per la Capitol Records (contando anche i tre Best of... e la compilation strumentale Stack-O-Tracks).

### Origine
Il 24 giugno 1968 i Beach Boys pubblicarono l'album Friends, che raggiunse la posizione numero 126 e rimase nella classifica Billboard Top LPs per 10 settimane. Il disco divenne il maggiore insuccesso per la band fino ad allora, con vendite negli Stati Uniti stimate in circa 18,000 copie soltanto. Per riprendersi dalle scarse vendite dell'album, la band pubblicò rapidamente il singolo Do It Again. La canzone era un ritorno deliberato alle prime canzoni surf del gruppo. Raggiunse la top 20 negli Stati Uniti e divenne la loro seconda hit numero uno nel Regno Unito. 
Il biografo Chrisian Matijas-Mecca ha scritto che "sebbene questo possa essere stato uno dei lavori più forti di Brian del periodo, non fece nulla per invertire il declino di popolarità della band".
Brian Wilson disse che all'inizio del 1968, il gruppo aveva iniziato a perdere migliaia di dollari "in cose stupide... macchine, case... cattivi investimenti... un sacco di soldi della società sulla Brother Records, la nostra stessa compagnia, e nel sostenere altri artisti che semplicemente non ce l'avevano fatta, e non avevano avuto un singolo successo." Uno di questi artisti era Ron Wilson (nessun rapporto di parentela con Brian), che aveva scritto insieme a lui We're Together Again per i Beach Boys, ma la registrazione del gruppo era rimasta linedita. A sua volta, Brian produsse un suo singolo solista che alla fine non ebbe alcun successo per Ron, una cover di As Tears Go By, che fu pubblicata dalla Columbia Records in settembre. Un altro artista con cui il gruppo aveva lavorato era l'ex detenuto Charles Manson, che all'epoca stava cercando di intraprendere una carriera come cantautore. Dennis Wilson fece amicizia con Manson ed era interessato a farlo firmare per la Brother Records. Allora Brian e Carl Wilson co-produssero vari brani di Manson nello studio di registrazione casalingo di Brian. Queste registrazioni sono rimaste inedite al pubblico.

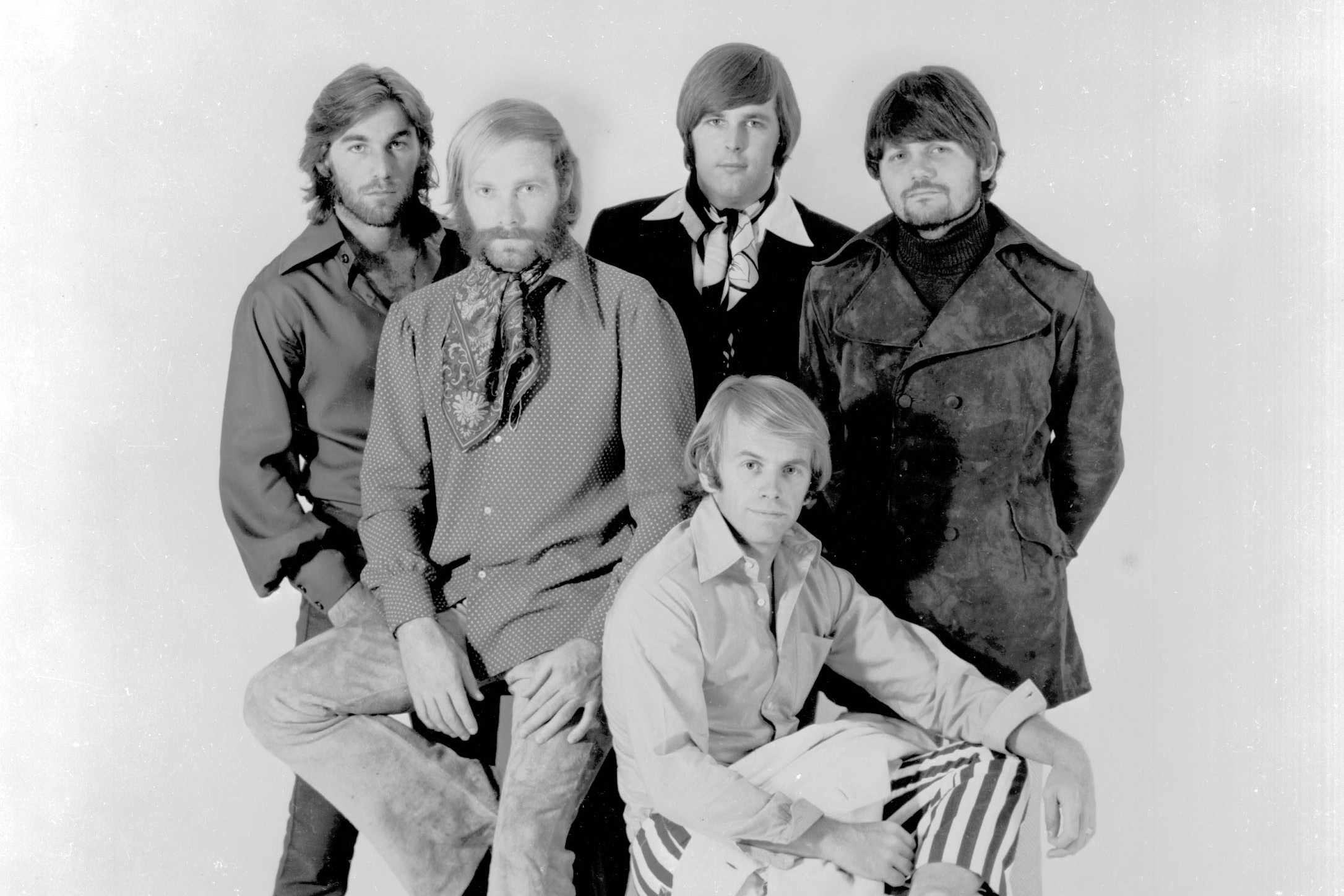
I Beach Boys nel 1968 durante una seduta fotografica. Da sinistra: Dennis Wilson, Mike Love, Carl Wilson (dietro), Al Jardine (davanti) e Bruce Johnston. Brian Wilson non è presente.

Nel corso dell'estate 1968, Brian tentò di registrare un arrangiamento del brano del 1927 Ol' Man River. Secondo lo scrittore musicale Brian Chidester, i nastri della sessione "rivelano Wilson dirigere i Beach Boys con un perfezionismo così estremo che sia lui che la band sembrano al limite delle loro possibilità di sopportazione l'uno verso l'altro". Il cantante Danny Hutton ha ricordato che Brian aveva espresso propositi suicidi in quel periodo, e che fu allora che iniziò il suo "vero declino". In seguito, fu ricoverato in un ospedale psichiatrico, forse di sua spontanea volontà.
I problemi di Brian non furono resi pubblici e le sessioni continuarono in sua assenza. Una volta dimesso, egli raramente finì le tracce per la band, lasciando gran parte della sua successiva produzione dei Beach Boys a Carl Wilson. Per quanto riguarda la partecipazione di Brian alle registrazioni del gruppo da quel momento in poi, l'ingegnere del suono Stephen Desper disse che Brian era rimasto "indirettamente coinvolto nella produzione" attraverso Carl. Nel 1976 Dennis affermò che Brian all'epoca iniziò a non avere più "alcun coinvolgimento", il che costrinse il gruppo a "trovare cose su cui [lui] aveva lavorato e provare a rimetterle insieme".

### Registrazione

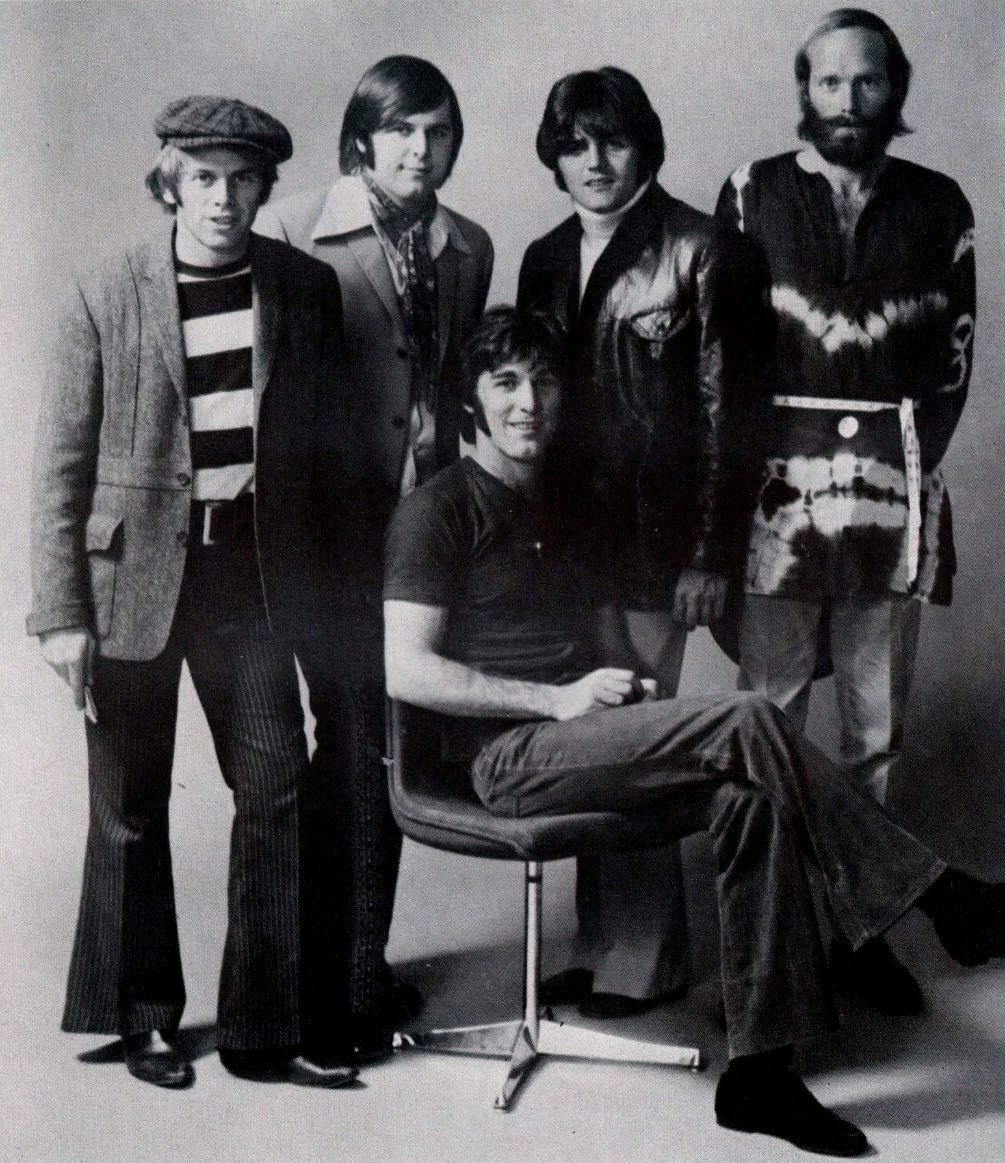
I Beach Boys nel 1969

A causa dei suoi crescenti problemi psicologici, Brian Wilson iniziò a defilarsi sempre più dalle sessioni di registrazione per l'album. Partecipò comunque a circa la metà delle canzoni presenti sul disco, ma le uniche "nuove" composizioni con le quali contribuì al progetto furono il sonnacchioso valzer significativamente intitolato I Went to Sleep ("sono andato a dormire"), e Do It Again scritta con Mike Love. Quest'ultima era stata un discreto successo nell'estate del 1968, e venne quindi aggiunta all'album solo per aumentarne la potenzialità commerciale, anche se un brevissimo frammento di una canzone intitolata Workshop, proveniente dalle sessioni per SMiLE, venne aggiunta come traccia fantasma alla fine del brano durante la dissolvenza.
Come conseguenza della parziale assenza di Brian, i suoi due fratelli più giovani Dennis Wilson e Carl Wilson iniziarono a prendere in mano la situazione in studio di registrazione. Carl produsse una versione di I Can Hear Music di Phil Spector fornendo ai Beach Boys il loro ultimo successo da Top 40 negli Stati Uniti per i seguenti sette anni. Dennis progredì ulteriormente come compositore dopo i suoi contributi a Friends, fornendo la drammatica e dinamica Be with Me e l'insolitamente hard rock, per gli standard del gruppo, All I Want to Do, cantata da Mike, e contenente dei messaggi osceni nascosti nella dissolvenza finale. Charles Manson, all'epoca in rapporto d'amicizia con Dennis, scrisse un brano intitolato Cease to Exist. Dennis Wilson, con un nuovo titolo (Never Learn Not to Love), alcuni versi modificati e un differente bridge, lo inserì nell'album dei Beach Boys, suscitando non poca rabbia in Manson.
Lo strumentale The Nearest Faraway Place è opera di Bruce Johnston. La composizione è largamente ispirata al lavoro svolto da Brian Wilson in Pet Sounds, e il titolo è basato su un articolo letto da Johnston sulla rivista Life. Il secondo contributo di Johnston al disco fu la cover di un brano di Ersel Hickey, Bluebirds over the Mountain. Iniziata sul finire del 1967 come suo potenziale singolo solista, la canzone venne completata con l'aiuto di Carl Wilson durante le sessioni per 20/20. Memore del successo di Sloop John B, Al Jardine suggerì a Brian Wilson di lavorare ancora su un vecchio standard folk, questa volta il traditional Cotton Fields. Wilson produsse la sua versione del brano che venne poi inclusa in 20/20, ma Jardine, non del tutto convinto del risultato, la registrò nuovamente 6 mesi dopo cambiandone l'arrangiamento. La scelta di Al si rivelò vincente, poiché la canzone, reintitolata Cottonfields, anche se in USA fece flop come singolo, in Europa divenne un notevole successo nella primavera del 1970.
Dopo tutti gli sforzi ammirevoli da parte dei suoi compagni di gruppo, è ironico che i brani più celebrati dell'album siano comunque stati quelli a firma Brian Wilson (che nemmeno appare in copertina). Tre vecchie composizioni, due delle quali risalenti all'abortito SMiLE:  Cabin Essence (re-intitolata Cabinessence come parola unica in 20/20) e la corale Our Prayer; invece Time to Get Alone era stata iniziata durante le sessioni per l'album Wild Honey, ed inizialmente composta per la band dei Three Dog Night, quando ancora si chiamavano "Redwood". Rielaborata del tutto, la traccia venne invece utilizzata dai Beach Boys.

### Copertina
La foto di copertina include tutti i membri della band tranne Brian Wilson, cosa che Matijas-Mecca definì come "un segno che il gruppo era determinato a forgiare la propria identità senza il suo architetto fondatore." Una fotografia di Brian nascosto dietro una tabella per l'esame della vista appare sulla copertina interna apribile.

## Pubblicazione
Pubblicato nel febbraio 1969, 20/20 vendette meglio di Friends, raggiungendo la posizione numero 68 in America, e addirittura la numero 3 in Gran Bretagna. All'uscita del disco fece seguito la pubblicazione di un singolo contenente un brano non in esso contenuto, Break Away (scritta sotto pseudonimo da Murry Wilson insieme al figlio Brian), un preciso tentativo di sfornare una hit, che però ebbe qualche riscontro solo nel Regno Unito, passando del tutto inosservata negli Stati Uniti.
Il recensore di Rolling Stone Arthur Schmidt scrisse che l'album era "buono, [ma] difettoso principalmente per la mancanza di direzione (un senso di direzione evidente l'ultima volta in Wild Honey) più una raccolta che un insieme compiuto."
In agosto, Charles Manson e i suoi "seguaci" si resero responsabili degli omicidi Tate–LaBianca, e tre mesi dopo, furono arrestati dalla polizia. I loro precedenti legami con Dennis e i Beach Boys divennero oggetto di attenzione mediatica. Manson fu in seguito condannato per diverse accuse di omicidio. Durante il processo, Manson pubblicò il suo primo album, Lie: The Love and Terror Cult, che includeva il suo arrangiamento originale di Cease to Exist.

## Tracce
Lato 1
1. Do It Again – 2:25 (Brian Wilson, Mike Love)
2. I Can Hear Music – 2:36 (Jeff Barry, Ellie Greenwich, Phil Spector)
3. Bluebirds over the Mountain – 2:51 (Ersel Hickey)
4. Be with Me – 3:08 (Dennis Wilson)
5. All I Want to Do – 2:02 (Dennis Wilson, Steve Kalinich)
6. The Nearest Faraway Place – 2:39 (Bruce Johnston)

Lato 2
1. Cotton Fields (The Cotton Song) – 2:21 (Huddie Ledbetter)
2. I Went to Sleep – 1:36 (Brian Wilson, Carl Wilson)
3. Time to Get Alone – 2:40 (Brian Wilson)
4. Never Learn Not to Love – 2:31 (Dennis Wilson)
5. Our Prayer – 1:07 (Brian Wilson)
6. Cabinessence – 3:34 (Brian Wilson, Van Dyke Parks)

## Formazione
The Beach Boys
- Al Jardine – voce, chitarra acustica, chitarra elettrica, battito di mani
- Bruce Johnston – voce, organo, battito di mani, piano, Fender Rhodes
- Mike Love – voce, battito di mani
- Brian Wilson – voce, piano, organo, Chamberlin, battito di mani
- Carl Wilson – voce, chitarra acustica, chitarra elettrica, basso, battito di mani, congas; tamburello
- Dennis Wilson – voce, batteria, battito di mani, piano

Musicisti aggiuntivi
- Ed Carter – chitarra, basso
- Daryl Dragon – marimba, vibrafono
- Mike Kowalski – bonghi, campanellini da slitta, rullante
- Marilyn Wilson – cori aggiuntivi in Time to Get Alone
- Diane Rovell – cori aggiuntivi in Time to Get Alone
- Van Dyke Parks – pianoforte verticale in Cabinessence
- Chuck Berghofer – contrabbasso
- Hal Blaine – batteria
- Samuel Boghossian – viola
- Jimmy Bond – contrabbasso
- David Burk – viola
- James Burton – dobro
- Roy Caton – tromba
- Pete Christlieb – sax tenore
- Alf Clausen – corno inglese
- Jack Coan – cornetta
- David Cohen – chitarra
- Jesse Ehrlich – violoncello
- Alan Estes – percussioni
- Virgil Evans – tromba
- Carl Fortina – fisarmonica
- Jim Gordon – batteria, tamburello, campane
- John Guerin – tamburi, blocchi di legno, tamburello, campane
- Igor Horoshevsky – violoncello
- Armond Kaproff – violoncello
- Carol Kaye – basso
- Raymond Kelley – violoncello
- Larry Knechtel – basso
- Fred Koyan – tromba
- Willie Maiden – sax baritono
- Leonard Malarsky – violino
- Dick McQuary – sax baritono
- Jay Migliori – flauto
- Oliver Mitchell – tromba
- Tommy Morgan – armonica a bocca
- Roger Neumann – flauto, piffero, sax tenore
- John Lowe – sax
- Glenn Lutz – tromba
- Don Peake – chitarra, basso, percussioni
- Bill Peterson – tromba
- Mike Price – tromba
- Don Randi – piano, organo
- Joe Randozzo – trombone
- Lyle Ritz – contrabbasso
- Frank De La Rosa – contrabbasso
- Ernie Small – flauto, sax
- Wally Snow – vibrafono
- Spiro Stamos – violino
- Darrel Terwillger – violino
- Tommy Tedesco – chitarra acustica, bouzouki
- Al Vescovo – dobro
- John de Voogt – violino